# Inaloa scalopura
Inaloa scalopura är en plattmaskart som först beskrevs av Ernst Marcus 1949, och fick sitt nu gällande namn av Martens och Curini-galletti 1994. Inaloa scalopura ingår i släktet Inaloa och familjen Monocelididae. Inga underarter finns listade i Catalogue of Life.